# Список дворцов Константинополя
В византийский период в Константинополе было возведено большое число дворцов, принадлежавших византийским императорам. Часть из них находилась в черте города, часть в пригородах.

## Городские дворцы
- Большой дворец Константина был главной резиденцией византийских императоров на протяжении восьмисот лет, с 330 по 1081 годы.
- Дворец Святого Агафоникия находился рядом с одноимённой церковью. Этот дворец конфисковал император Тиберий II (578—582)[1].
- Дворец Святого Анаргира находился рядом с одноимённой церковью. Согласно Продолжателю Феофана, его построил император Юстин II около 570 года[1].
- Дворец Василиска был построен братом императрицы Верины Василиском, который был императором в 475—476 годах. После его свержения дворец был конфискован в пользу императора. Вероятно, находился в районе Софийских ворот[1].
- Большой Влахернский дворец[2].
- Малый Влахернский дворец
- Дворец Бонуса находился рядом с одноимённой цистерной. Согласно Георгию Кедрину и Михаилу Глике, Роман Лакапин (920—944) построил его, чтобы спасаться от летней жары. Его положение, как и цистерны, точно не известно[3].
- Дворец Константина известен в литературных историчках, однако точно не идентифицирован. Согласно французскому путешественнику Пьеру Жилю находился в Евдоме. Название дворца относится к императору Константину Багрянородному (913—959)[4].
- Дворец Девтерон, о котором ничего не известно, кроме того, что рядом с ним находился ксенон Пасхентия[5].
- Дворец Еленианы упоминается Прокопием Кесарийским и Феодором Чтецом. Квартал Еленианы находился в XII районе Константинополя[5].
- Дворец Ирины был построен императрицей Ириной (780—802)[6].
- Дворец Кариана был построен императором Феофилом (829—842) для своих дочерей. Дворец находился на берегу залива Золотой Рог, однако следов его не обнаружено[7].
- Дворец Манганы был построен, согласно Константину Багрянородному, при его деде, императоре Василии I (867—886). Известно однако, что в том же месте был дом императора Михаила I Рангаве (811—813), в котором жил потом его сын патриарх Игнатий. Его высота составляла не менее пяти этажей[8].
- Дворец Сорока мучеников был построен у одноимённой церкви императором Андроником Комнином (1183—1185)[9].
- Дворец Романа, сына Константина Багрянородного. О нём ничего не известно, кроме краткого упоминания у Продолжателя Феофана[10].
- Дворец Романа Лакапина, который тот превратил в монастырь, как сообщает Продолжатель Феофана[10].
- Дворец Софии, расположенный в одноимённом квартале, построен во второй половине VI века[11].
- Дворец форума Таври был построен императором Львом I (457—474)[12].
- Дворец династии Феодосия является старейшим из не входящих в комплекс Большого Дворца. Первое здание нового комплекса построила Элия Флацилла, первая супруга императора Феодосия Великого[13].
- Дворец Зенона существовал ещё в начале IX века. О его расположении ничего не известно[14].

## Пригородные дворцы

### На европейском берегу
- Дворец Ареты был построен, согласно Анне Комнине[15], императором Романом Диогеном (1067—1071) на холме недалеко от моря в качестве летней резиденции своей семьи[16].
- Дворец Аргиролимны, то есть у «Серебряного озера» известен из единственного места в «Алексиаде»[17][16].
- Евдомский дворец[18].
- Дворец у реки Гидралис, о котором сообщает Никита Хониат, был построен Андроником Комнином в качестве летней резиденции. Согласно Пьеру Жилю, Гидралис был правым притоком реки Барбузы[19].
- Дворец Святого Маманта, построенный императором Львом I и существовал, возможно, до X века. Он находился в одноимённом районе, идентифицируемым с современным районом Бешикташ Стамбула[20].
- Дворец в Пеге[англ.] располагался у источника, о котором сообщается в многочисленных источниках[21]. В этом дворце императоры отдыхали после богослужений в расположенной тут церкви. Вероятно, дворец был разрушен около или после 1375 года[22].
- Дворец в Пигах был построен императором Василием Македонянином[23].
- Дворец Филопалиона[24].
- Дворец Святой Феодоры[25].
- Дворец Терапии[25].
- Дворец Святого Захарии[25].

### На азиатском берегу
- Врийский дворец[26].
- Халкидонский дворец[27].
- Дворец Даматриса[28].
- Иерийский дворец, созданный по желанию императрицы Феодоры, супруги Юстиниана I (527—565)[29].
- Дворец Мелудион[30].
- Дворец Меланойи[31].
- Дворец Полеатикон[31].
- Дворец принцев[31].
- Дворец Руфинианы[32].
- Дворец Скутарион[33].
- Дворец Софинианы[34].